# Fissidentalium megathyris
Fissidentalium megathyris är en blötdjursart som först beskrevs av Dall 1890.  Fissidentalium megathyris ingår i släktet Fissidentalium och familjen Dentaliidae. Inga underarter finns listade i Catalogue of Life.